# Dąbrówka, Węgorzewski
Dąbrówka [dɔmˈbrufka] (tiếng Đức: Dombrowken, từ 1938-45 Eibenburg; tiếng Litva: Dombrovka) là một ngôi làng thuộc khu hành chính của Gmina Budry, thuộc hạt Węgorzewo, Warmian-Masurian Voivodeship, ở phía bắc Ba Lan, gần biên giới với tỉnh Kaliningrad của Nga. Nó nằm khoảng 10 kilômét (6 mi)   phía bắc Budry, 16 km (10 mi) về phía đông bắc của Węgorzewo và 110 km (68 mi) về phía đông bắc của thủ đô khu vực Olsztyn.